# طوفان زمستانی ۲۰۲۲ آمریکای شمالی

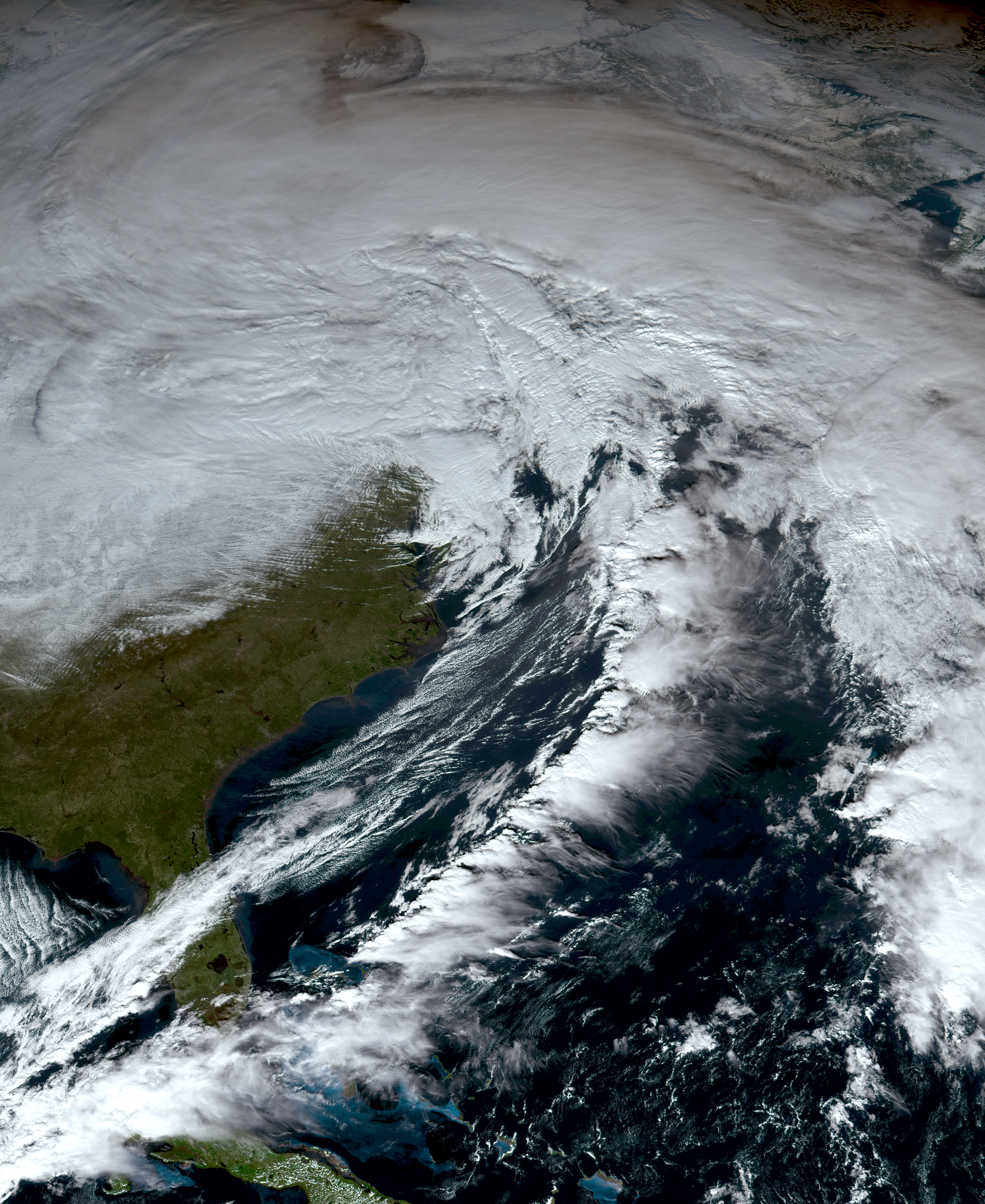
در ۲۳ دسامبر طوفان در اوج شدت خود کل کشور کانادا را می‌پوشاند.

در اواخر دسامبر ۲۰۲۲ یک چرخند برون‌حاره‌ای از نوع چرخندزایی انفجاری باعث طوفان زمستانی و کولاک شدیدی در اکثر مناطق کانادا و ایالات متحده آمریکا شد. این طوفان باعث کشته شدن ۹۱ نفر و لغو ۱۰۰۰۰ پرواز در خلال مسافرت‌های پرترافیک کریسمس شد. این تندباد زمستانی به‌طور غیررسمی الیوت نامگذاری شده‌است. طوفان در ۲۱ دسامبر شروع شد و روزهای بعد از آن شدت گرفت.
۲۸ نفر از کشته‌شدگان برای ایالت نیویورک بوده‌اند.
در ۲۲ دسامبر ۲۰۲۲، رئیس‌جمهور جو بایدن از مردم آمریکا خواست که طوفان را بسیار جدی بگیرند. در ۲۱ دسامبر، برایان کمپ، فرماندار جورجیا، وضعیت اضطراری اعلام کرد و به مردم هشدار داد. در ۲۲ دسامبر، کریستی نوم، فرماندار داکوتای جنوبی، وضعیت اضطراری طوفان زمستانی را برای ایالت اعلام نمود و گارد ملی را به حالت آماده باش درآورد. تا ۲۲ دسامبر، وضعیت اضطراری در کلرادو، کانزاس، کنتاکی، مریلند، میزوری، کارولینای شمالی، نیویورک، اوکلاهما، ویرجینیای غربی و ویسکانسین نیز اعلام شد.
دمای بسیاری از شهرها در این طوفان رکورد درجه حرارت منفی را ثبت کرد. به عنوان مثال در دنور ۳٫۹ اینچ (۹٫۹ سانتی‌متر) برف بارید و دما به -۲۴ درجه فارنهایت (۳۱- درجه سانتی‌گراد) رسید که سردترین دمای شهر دنور از ۳۲ سال پیش بوده‌است. و فقط یک درجه از ثبت رکورد ماهانه پایین‌تر بود. بخش‌هایی از ایالت بیش از یک فوت برف را دیدند.

## خسارات
طوفان و موج سرمای مرتبط با آن دست‌کم ۹۸ نفر را کشتند و شش کشته دیگر به دلیل طوفان کوچک‌تر همزمان در شمال غربی اقیانوس آرام رخ داد. چهل و یک مورد از مرگ و میرهای ناشی از طوفان اصلی در منطقه بوفالو رخ داد که در آن بارش برف اثر دریاچه از ۵۶ اینچ (۱۴۰ سانتی‌متر) اینچ در یک دوره پنج روزه فراتر رفت، در حالی که سایر تلفات ناشی از آن طوفان و موج سرما در ۱۷ ایالت رخ داد. طوفان باعث انباشتگی گسترده وسایل نقلیه و بسته شدن جاده‌ها، به ویژه در مناطق تحت تأثیر کولاک یا مجاور آن مناطق شد، با ممنوعیت کامل رانندگی در بوفالو به مدت پنج روز و نیم. به دلیل طوفان، بیش از ۱۸۲۰۰ پرواز در ایالات متحده بین ۲۲ تا ۲۸ دسامبر لغو شد، در حالی که صدها پرواز دیگر در کانادا لغو شدند. فرودگاه بین‌المللی بوفالو نیاگارا به شدت آسیب دیده بود، زیرا به مدت پنج روز به‌طور کامل تعطیل شد. بسیاری از سفرهای ریلی مسافری بین شهری در ایالات متحده به تعویق افتاد یا لغو شد، در حالی که در انتاریو، سرویس راه‌آهن بین تورنتو و مونترال یا اتاوا به دلیل خروج از ریل برای بیش از ۲ روز به‌طور کامل متوقف شد. حدود ۶٫۳ میلیون خانوار در ایالات متحده و ۱٫۱ میلیون در کانادا در بخشی از طوفان بدون برق بودند.

### کشته‌ها
| کشور     | منطقه            | تعداد کشته‌ها |
| -------- | ---------------- | ------------ |
| کانادا   | بریتیش کلمبیا    | 4            |
| آمریکا   | کلرادو           | 6            |
| آمریکا   | ایالت جورجیا     | 2            |
| آمریکا   | کانزاس           | 3            |
| آمریکا   | کنتاکی           | 3            |
| آمریکا   | مریلند           | 1            |
| آمریکا   | میشیگان          | 8            |
| آمریکا   | میسیسیپی         | 1            |
| آمریکا   | میزوری           | 3            |
| آمریکا   | نبراسکا          | 1            |
| آمریکا   | نیویورک (ایالت)  | 43           |
| آمریکا   | اوهایو           | 16           |
| آمریکا   | اکلاهما          | 3            |
| آمریکا   | اورگن            | 1            |
| آمریکا   | پنسیلوانیا       | 1            |
| آمریکا   | کارولینای جنوبی  | 2            |
| آمریکا   | South Dakota     | 1            |
| آمریکا   | تنسی             | 1            |
| آمریکا   | ورمانت           | 1            |
| آمریکا   | واشینگتن (ایالت) | 1            |
| آمریکا   | ویسکانسین        | 2            |
| جمع کل:۰ | جمع کل:۰         | ۱۰۴          |

مرگ و میرهای مرتبط با طوفان به دلایل مختلف، از جمله قرار گرفتن در معرض سرما در بیرون یا داخل خانه‌ها بدون گرما یا داخل اتومبیل‌های محصور، تصادفات رانندگی، سقوط درختان یا شاخه‌ها، برق گرفتگی، مسمومیت با گاز مونوکسید کربن و آتش‌سوزی خانه‌ای ناشی از روش‌های گرمایش ناایمن رخ داده‌است.
در اوکلاهاما، شرایط جاده خطرناک ناشی از طوفان باعث تصادفات متعدد شد و سه نفر کشته شدند. در کانزاس، سه نفر به دلیل تصادفات اتومبیل در شرایط یخبندان جان باختند. در کنتاکی، سه نفر جان باختند. دو نفر در اثر تصادفات رانندگی جان خود را از دست دادند، در حالی که دیگری به دلیل بی خانمانی به دلیل قرار گرفتن در معرض قرار گرفتن در معرض مرگ فوت کرد. میسوری سه کشته بر اثر برخورد وسایل نقلیه داشت در حالی که نبراسکا یک مورد را داشت. در ویسکانسین، یک نفر بر اثر برخورد ترافیکی جان خود را از دست داد در حالی که فرد دیگری بر اثر سقوط از میان یخ روی رودخانه جان خود را از دست داد.
در شمال شهرستان فردریک، مریلند، مریلند، مردی پس از سقوط یک درخت بر روی ماشینش در حالی که در MD 77 به سمت غرب رانندگی می‌کرد، جان باخت. در پنسیلوانیا، یک نفر در اثر سقوط درختان و تیر برق بر روی ماشین آنها جان خود را از دست داد. ورمونت همچنین یک نفر را در اثر افتادن درخت بر روی آنها مرد.
در اوهایو، یک تصادف با بیش از ۵۰ وسیله نقلیه در خطوط شرق اوهایو Turnpike در شهرستان ساندوسکای، اوهایو، بزرگراه را برای چندین ساعت بسته و باعث چهار کشته شد. چهار نفر در تصادفات دیگر وسایل نقلیه جان خود را از دست دادند، یک کارگر تأسیسات در حین تلاش برای بازگرداندن برق دچار برق گرفتگی شد و یک زن ۷۲ ساله بر اثر قرار گرفتن در معرض تماس جان باخت. یک خانواده شش نفره نیز در آتش‌سوزی خانه ای که از روش‌های گرمایشی ناایمن استفاده می‌کردند، جان باختند.

### زیرساخت‌ها
طبق اعلام شرکت ردیابی پرواز فلایت‌اویر، طوفان مجبور به لغو حداقل ۱۰۰۰ پرواز تا ۲۱ دسامبر شد، و فرودگاه بین‌المللی دنور ۵۰۰ پرواز را لغو کرد. تا ۲۲ دسامبر، فلایت‌اویر گزارش داد که بیش از ۱۰۰۰۰ پرواز به تأخیر افتاده یا لغو شده‌است. تا ۲۸ دسامبر، فلایت‌اویر گزارش داد که بیش از ۱۸۲۰۰ پرواز بین ۲۲ و ۲۸ دسامبر باید لغو می‌شد.
فرودگاه بین‌المللی بوفالو نیاگارا از صبح روز ۲۳ دسامبر تا صبح روز ۲۸ دسامبر کاملاً بسته بود. تجهیزات پاکسازی برف از فرودگاه بین‌المللی پیتسبورگ برای کمک به پاکسازی بیش از چهار فوت برف از باند فرودگاه آورده شد. بیشتر پروازهای فرودگاه هاپکینز کلیولند در ۲۳ دسامبر ۲۰۲۲ لغو شد. دو فرودگاه شیکاگو بیش از ۸۲۰ پرواز را به دلیل آب و هوای نامناسب تا ۲۳ دسامبر در ساعت ۵ بعد از ظهر لغو کردند.
در کانادا، WestJet تمام پروازهای (۱۴۰) در انتاریو و کبک را برای ۲۳ دسامبر لغو کرد. ایر کانادا صدها پرواز در سراسر کانادا را در ۲۳ و ۲۴ دسامبر لغو کرد. دو سوم از ورود و یک سوم از خروج به فرودگاه بین‌المللی پیرسون تورنتو در ۲۳ دسامبر لغو شد.
یک طوفان جداگانه در شمال غربی اقیانوس آرام باعث بسته شدن دو باند از سه باند فرودگاه بین‌المللی سیاتل-تاکوما شد. خطوط هوایی آلاسکا به‌طور موقت پروازهای فرودگاه بین‌المللی سیاتل-تاکوما و فرودگاه بین‌المللی پورتلند را در ۲۳ دسامبر متوقف کرد. وست جت ۱۲۶ پرواز را در بریتیش کلمبیا لغو کرد.
در روز کریسمس، ساوت‌وست ایرلاینز ۴۸ درصد از پروازهای برنامه‌ریزی شده خود را لغو کرد. روز بعد، ۲۶ دسامبر ۲۰۲۲، ساوت‌وست ایرلاینز ۲۸۸۶ پرواز دیگر را لغو کرد که تقریباً ۷۰٪ از پروازهای برنامه‌ریزی شده آن روز را تشکیل می‌داد. وزارت حمل و نقل ایالات متحده این لغو را «غیرقابل قبول» خواند و گفت که اقدامات ساوت‌وست ایرلاینز را «از نزدیک بررسی خواهد کرد». در ۲۸ دسامبر، اعلام شد که خطوط هوایی ساوث وست پروازهای بیشتری را برای مدت طولانی در نتیجه آسیب به سیستم‌های عملیاتی ناشی از طوفان لغو کرده‌است.

## شرایط اضطراری انرژی
اداره ایمنی خودروهای فدرال در ۲۲ دسامبر وضعیت اضطراری را در ۴۴ ایالت ایالات متحده و واشینگتن دی سی اعلام کرد و محدودیت‌های قانونی رانندگی و سایر محدودیت‌های نظارتی را به حالت تعلیق درآورد. کلرادو، آیووا، کارولینای شمالی، داکوتای جنوبی و ویسکانسین همگی اعلامیه‌های مشابهی را در سطح ایالتی ارائه کردند.